# Max-Slevogt-Medaille
Die Max-Slevogt-Medaille ist ein vom Land Rheinland-Pfalz vergebener Kulturpreis.
Sie ist nach dem Pfälzer Künstler Max Slevogt benannt. Die Medaille wurde 1972 vom damaligen Ministerpräsidenten Helmut Kohl gestiftet und wird seitdem durch den Ministerpräsidenten des Landes Rheinland-Pfalz verliehen. Sie wird an bildende Künstler beziehungsweise an Förderer der Bildenden Kunst in Rheinland-Pfalz verliehen. Die Bronzemedaille wurde von Theo Siegle entworfen und von Gernot Rumpf gegossen.

## Träger der Max-Slevogt-Medaille
- 1972 Eugen und Nina Lehmann-Slevogt
- 1973 Otto Ditscher, Adolf Kessler, Ernst W. Kunz, Max Rupp, Theo Siegle
- 1974 Franz Josef Kohl-Weigand (postum), Werner vom Scheidt
- 1976 Hanns Altmeier, Alo Altripp, Willy Fügen, Heinrich Renaud Gruber
- 1977 Kurt Lehmann, Otto Rumpf
- 1978 Kurt Schwippert
- 1982 Karl Graf,  Peter Ludwig, Georg Meistermann
- 1985 Heinrich und Rosa Loew
- 1987 Hans-Jürgen Imiela, Wilhelm Weber
- 1993 Berthold Roland[1]
- 1996 Meinrad Maria Grewenig
- 1997 Heinz und Hella Pachen
- 2002 Dietmar Boos
- 2004 Gustav-Adolf Bähr
- 2007 Dieter Magnus
- 2010 Walter L. Brendel, Klaus Gallwitz[2]
- 2012 Sigrun Paas, Erich Sauer
- 2016 Dorothea van der Koelen[3]
- 2017 Anna Kubach-Wilmsen, Eberhard Linke[4]